# 烤盤足球
烤盤足球（Gridiron football）或烤盤是除美國和加拿大以外，用來稱呼美式足球和加拿大式足球的用語，為橄欖球（勒比足球，Rugby Football）的後裔。這個名稱的出現是由於這兩種運動之中的比賽場地劃記著許多線，如同烤盤一般。根據早期美式足球規則，一些球場被用方形的「柵」（grids）劃定界線，球在這些「柵」之中被爭奪，是現今碼線和碼標線系統的雛型；舊雪城大學的Archbold Stadium就是用柵畫成球場的例子。
「烤盤」（Gridiron）這個單字可以指這樣運動或是場地；然而，在北美，大部分是用來指球場，通常帶有一點詩意。在其他英語系國家中—特別是和紐西蘭—它是用來指運動的主要用詞，用來分別例如澳式足球（Australian Rules Football）、英式足球（Association Football）、联盟式橄榄球（Rugby League）和聯合式橄欖球（Rugby Union）等不同類型的足球。